# Масонский национальный мемориал Джорджа Вашингтона
Масонский национальный мемориал Джорджа Вашингтона — масонское здание, которое было построено в городе Алегзандрия (Виргиния) в честь Джорджа Вашингтона, первого президента США и видного американского масона. Джордж Вашингтон был членом ложи «Александрия» № 22. Несмотря на название, правительством страны не признан национальным мемориалом.

## История
Возведение здания началось в 1923 году и было завершено в 1932 году. Это единственное масонское здание, которое поддерживалось и поддерживается 52 великими ложами Соединенных Штатов. Такое положение противоположно текущей масонской практике, где здание поддерживается только великой ложей того штата, в котором оно расположено. В здании также находится коллекция ложи «Александрия», в которой представлена большая часть личных вещей Джорджа Вашингтона.